# Rosmolen (Oostrum)
De Rosmolen is een watermolen op de Oostrumse Beek in de Nederlands-Limburgse plaats Oostrum, gelegen in het Landgoed Geijsteren. Ze is eigendom van de familie De Weichs de Wenne, die ook het landgoed bezit. De molen was de onderste molen op de Oostrumse Beek, de bovenste molen was de Oostrumse watermolen.

## Naam
De Rosmolen is, al doet de naam anders vermoeden, geen rosmolen en is dat ook nooit geweest. Wel heeft het vierkantige molengebouw met tentdak het uiterlijk van een rosmolen. Naast de molen staat een fraaie boerderij. Het gebied waar de huidige Rosmolen staat werd "Aan de Rosmolen" genoemd, aangezien zich in de nabijheid een boerderij bevond die een rosmolen bezat, die in 1863 door brand werd verwoest. Deze naam is op de watermolen overgegaan.

## Geschiedenis
Het is mogelijk dat reeds in de 13e eeuw een watermolen op deze plaats was, maar pas in 1628 werd een schriftelijke vermelding van deze molen gemaakt.
Het huidige gebouw stamt uit 1667. De molen was een zogenaamde wintermolen, wat zeggen wil dat ze slechts in de wintermaanden, van oktober tot april, voldoende water ontving om te kunnen malen. Ze werd voornamelijk gebruikt voor het malen van rogge.
In 1928 werd de molen stilgelegd nadat de gemeente Venray het waterrecht van baron De Weichs de Wenne had afgekocht. De sluizen werden afgebroken en de onderste schoepen werden afgezaagd, opdat de molen nimmer meer zou draaien. Doel was om de afwatering van de beek te verbeteren.
In november 1944 werd het brugje over de beek door de bezetter opgeblazen. Ook het molenhuis werd daarbij beschadigd. Na de bevrijding werden het brugje en het molenhuis hersteld. Een vernieuwd rad werd in 1975 aangebracht. In het jaar 2000 was de molen weer maalvaardig en ze wordt sindsdien regelmatig gebruikt.

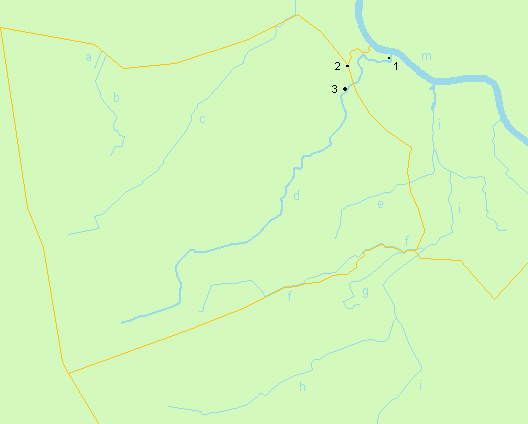
De Rosmolen (3) in het stroomgebied van de Oostrumse Beek (d).